# Viera Markova
Viera Markova – rosyjska inżynier, dr hab., profesor nadzwyczajny Katedry Organizacji i Zarządzania Przedsiębiorstwem Wydziału Ekonomii i Zarządzania Politechniki Opolskiej.

## Życiorys
Obroniła pracę doktorską, następnie uzyskała stopień doktora habilitowanego. Jest zatrudniona na stanowisku profesora nadzwyczajnego w Katedrze Organizacji i Zarządzania Przedsiębiorstwem na Wydziale Ekonomii i Zarządzania Politechniki Opolskiej.